# Coppa Italia 2009-2010
La Coppa Italia 2009-2010 è stata la 63ª edizione della manifestazione calcistica. È iniziata il 2 agosto 2009 e si è conclusa il 5 maggio 2010. Per il terzo anno consecutivo allo Stadio Olimpico di Roma, vinta dall'Inter per 1-0 nei confronti della Roma. Il club capitolino, a differenza delle due edizioni precedenti vinte dalla stessa Roma e dalla Lazio, non riuscì a sfruttare il vantaggio del fattore campo. Si trattò complessivamente dell'ottava edizione consecutiva con una formazione romana in finale.
Per la quinta volta in sei anni la finale fu tra Roma ed Inter. Inoltre, visto che nella precedente edizione le due squadre si erano comunque affrontate nei quarti di finale (a Milano), si trattò del sesto anno consecutivo in cui giallorossi e nerazzurri si sfidarono nella coppa nazionale.
Dal momento che entrambe le finaliste della coppa si erano qualificate per la UEFA Champions League 2010-2011, questa edizione della Coppa Italia non qualificò alcuna squadra per la UEFA Europa League 2010-2011 (il posto in palio venne attribuito alla squadra giunta settima in Serie A, la Juventus).

## Formula
La formula della manifestazione è la stessa introdotta nella precedente edizione. Vi sono dunque complessivamente 78 squadre partecipanti.
Partecipano tutte le 42 società della Lega Nazionale Professionisti (le 20 di Serie A e le 22 di Serie B). Ad esse si aggiungono 27 società selezionate dalla Lega Pro e 9 selezionate dal Comitato Interregionale della Lega Nazionale Dilettanti.
Per quanto riguarda la Lega Pro, essa ha selezionato 25 squadre di Prima Divisione e 2 di Seconda Divisione. Quelle di Prima Divisione sono il Rimini, unica retrocessa dalla Serie B (Avellino, Pisa e Treviso erano state radiate), le 17 migliori non promosse della Prima Divisione nella stagione 2008-09, le 6 neopromosse dalla Seconda Divisione, più l'Alessandria, finalista sconfitto dei playoff del Girone A della Seconda Divisione ma ripescato in Prima Divisione. Le uniche 2 società di Seconda Divisione selezionate direttamente dalla Lega Pro sono Gela e Prato.
La Lega Nazionale Dilettanti ha selezionato 9 società meglio piazzate nei rispettivi gironi della stagione 2008-2009 ma non promosse in Seconda Divisione. Tuttavia quattro di esse sono state successivamente ripescate, aumentando a 6 il numero di partecipanti di Seconda Divisione e riducendo a 5 quello delle partecipanti della Serie D.
La competizione è interamente ad eliminazione diretta. Con eccezione delle semifinali, tutti i turni si svolgono in gara unica, con eventuali tempi supplementari e calci di rigore. Le semifinali sono invece disputate con gare di andata e ritorno, col meccanismo delle coppe europee. Il sorteggio del tabellone è stato effettuato giovedì 16 luglio 2009 presso la sede della Lega Calcio a Milano.

## Squadre partecipanti

### Lega Calcio

#### Le 20 squadre di Serie A
- Atalanta
- Bari
- Bologna
- Cagliari
- Catania
- Chievo
- Fiorentina
- Genoa
- Inter
- Juventus
- Lazio
- Livorno
- Milan
- Napoli
- Palermo
- Parma
- Roma
- Sampdoria
- Siena
- Udinese

#### Le 22 squadre di Serie B
- AlbinoLeffe
- Ancona
- Ascoli
- Brescia
- Cesena
- Cittadella
- Crotone
- Empoli
- Frosinone
- Gallipoli
- Grosseto
- Lecce
- Mantova
- Modena
- Padova
- Piacenza
- Reggina
- Salernitana
- Sassuolo
- Torino
- Triestina
- Vicenza

### Lega Pro

#### Le 25 squadre di Prima Divisione
- Alessandria
- Arezzo
- Benevento
- Cavese
- Como
- Cosenza
- Cremonese
- Figline
- Foggia
- Giulianova
- Lumezzane
- Novara
- Pergocrema
- Perugia
- Pescina VG
- Pro Patria
- Ravenna
- Real Marcianise
- Reggiana
- Rimini
- SPAL
- Taranto
- Ternana
- Varese
- Verona

#### Le 6 squadre di Seconda Divisione
- Fano (selezionato dalla LND)
- Gela
- Nocerina (selezionata dalla LND)
- Prato
- Spezia (selezionato dalla LND)
- Vico Equense (selezionato dalla LND)

### Lega Nazionale Dilettanti

#### Le 5 squadre di Serie D
- Renate
- Chioggia Sottomarina
- Castellarano
- Sansepolcro
- Viterbese

## Calendario

### Turni preliminari

#### Primo turno
Si è disputato domenica 2, lunedì 3 e mercoledì 5 agosto 2009, con la partecipazione dei soli club non appartenenti alla Lega Calcio (25 di Prima Divisione, 6 di Seconda Divisione e 5 di Serie D). Giocano in casa le 18 squadre di Prima Divisione che erano in Serie B o in Prima Divisione nella stagione precedente, mentre giocano in trasferta le 7 neopromosse o ripescate in Prima Divisione, le 6 squadre di Seconda Divisione e le 5 squadre di Serie D. L'unica eccezione è costituita dall'incontro tra lo Spezia ed il Verona, disputato in casa dei liguri per l'indisponibilità del Bentegodi di Verona. Inoltre la gara Ternana-Renate si è disputata a Pavullo nel Frignano, mentre Real Marcianise-Alessandria ha avuto luogo a Caserta.
| Squadra 1       | Risultato       | Squadra 2            |
| --------------- | --------------- | -------------------- |
| Arezzo          | 2 - 0           | Castellarano         |
| Benevento       | 3 - 1           | Prato                |
| Cavese          | 2 - 2 (3-4 dtr) | Varese               |
| Cremonese       | 2 - 0           | Chioggia Sottomarina |
| Foggia          | 3 - 1           | Viterbese            |
| Lumezzane       | 3 - 0           | Alma Juventus Fano   |
| Novara          | 1 - 0           | Pescina VG           |
| Pergocrema      | 0 - 1           | Figline              |
| Perugia         | 1 - 0           | Nocerina             |
| Pro Patria      | 4 - 0           | Gela                 |
| Ravenna         | 3 - 2           | Giulianova           |
| Real Marcianise | 0 - 2           | Alessandria          |
| Reggiana        | 4 - 0           | Sansepolcro          |
| Rimini          | 1 - 2 (dts)     | Vico Equense         |
| SPAL            | 2 - 1           | Como                 |
| Spezia          | 0 - 1(dts)      | Verona               |
| Taranto         | 1 - 3           | Cosenza              |
| Ternana         | 3 - 2           | Renate               |

Note
1. ↑  Inversione di campo rispetto all'esito del sorteggio.

#### Secondo turno
Si è disputato sabato 8, domenica 9 e lunedì 10 agosto 2009 con in lizza 40 squadre: i 22 club di Serie B e le 18 vincenti del primo turno (17 club di Prima Divisione ed uno di Seconda Divisione). Hanno giocato in casa tutte le squadre di Serie B con eccezione delle due società neopromosse dalla Prima Divisione attraverso i play-off (che hanno giocato in trasferta gli unici scontri diretti tra squadre cadette). Si sono registrate due eccezioni, quelle di AlbinoLeffe e Gallipoli che, vista l'indisponibilità dei rispettivi campi, hanno giocato fuori casa contro squadre di Prima Divisione (rispettivamente SPAL e Lumezzane). Inoltre Torino-Figline si è disputata ad Ivrea, mentre Modena-Novara si è giocata a Sassuolo.

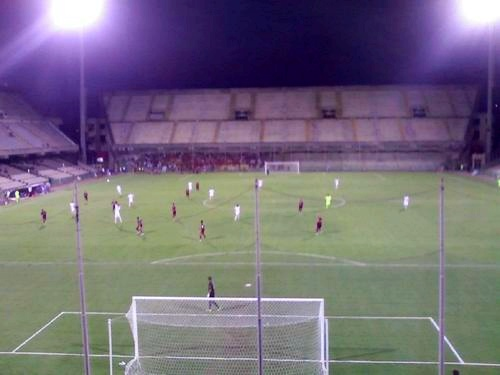
Fase di gioco di Salernitana-Benevento

| Squadra 1    | Risultato       | Squadra 2    |
| ------------ | --------------- | ------------ |
| Ancona       | 1 - 0           | Perugia      |
| Ascoli       | 3 - 1           | Crotone      |
| Brescia      | 1 - 0           | Ravenna      |
| Cesena       | 2 - 2 (5-4 dtr) | Ternana      |
| Cittadella   | 2 - 0           | Padova       |
| Empoli       | 2 - 0           | Reggiana     |
| Frosinone    | 1 - 1 (5-4 dtr) | Varese       |
| Grosseto     | 3 - 2           | Cosenza      |
| Lecce        | 4 - 0           | Vico Equense |
| Lumezzane    | 6 - 0           | Gallipoli    |
| Mantova      | 3 - 1           | Pro Patria   |
| Modena       | 2 - 2 (4-6 dtr) | Novara       |
| Piacenza     | 1 - 3           | Verona       |
| Reggina      | 3 - 0           | Arezzo       |
| Salernitana  | 1 - 0           | Benevento    |
| Sassuolo     | 2 - 0           | Alessandria  |
| SPAL         | 3 - 1 (dts)     | AlbinoLeffe  |
| Torino       | 1 - 0           | Figline      |
| Triestina    | 1 - 0 (dts)     | Foggia       |
| L.R. Vicenza | 1 - 2           | Cremonese    |

Note
1. 1 2  Inversione di campo rispetto all'esito del sorteggio.

#### Terzo turno
Si è disputato venerdì 14, sabato 15 e domenica 16 agosto 2009, con eccezione dell'incontro Siena-Grosseto, rinviato a giovedì 12 novembre 2009 per la concomitanza con il Palio dell'Assunta. In lizza 32 squadre: 12 club di Serie A che non prendono parte alle coppe europee e le 20 vincenti del secondo turno (15 formazioni di Serie B e 5 di Prima Divisione). Le 12 formazioni della massima serie hanno giocato in casa contro altrettante vincenti del secondo turno, con due eccezioni per le indisponibilità dei campi di Atalanta e Cagliari (che hanno giocato in trasferta rispettivamente contro Cesena e Triestina), mentre l'incontro Bologna-Frosinone si è disputato a Ravenna. Le rimanenti 8 squadre di serie inferiore si sono affrontate tra loro: due squadre di Serie B hanno giocato in casa contro altrettante formazioni di Prima Divisione, mentre nei due scontri diretti fra squadre cadette il fattore campo è stato predeterminato dal sorteggio.
| Squadra 1  | Risultato       | Squadra 2   |
| ---------- | --------------- | ----------- |
| Ancona     | 2 - 3           | Lumezzane   |
| Bari       | 1 - 1 (4-5 dtr) | Empoli      |
| Bologna    | 0 - 0 (6-7 dtr) | Frosinone   |
| Brescia    | 0 - 1           | Reggina     |
| Catania    | 1 - 0           | Cremonese   |
| Cesena     | 0 - 1           | Atalanta    |
| Chievo     | 3 - 0           | Mantova     |
| Cittadella | 2 - 1 (dts)     | Ascoli      |
| Livorno    | 2 - 0           | Torino      |
| Napoli     | 3 - 0           | Salernitana |
| Palermo    | 4 - 2           | SPAL        |
| Parma      | 1 - 2           | Novara      |
| Sampdoria  | 6 - 2           | Lecce       |
| Sassuolo   | 2 - 0           | Verona      |
| Siena      | 2 - 0           | Grosseto    |
| Triestina  | 1 - 0           | Cagliari    |

Note
1. 1 2  Inversione di campo rispetto all'esito del sorteggio.

#### Quarto turno
L'ultimo turno preliminare si è disputato tra mercoledì 25, giovedì 26 novembre, martedì 1º e mercoledì 2 dicembre 2009, vedendo in lizza le 16 vincenti del terzo turno (8 squadre di Serie A, 6 di Serie B e 2 di Prima Divisione). Le squadre di Serie A hanno giocato di diritto in casa contro quelle di categoria inferiore, ma nel caso dell'unico scontro diretto tra società del massimo campionato, così come nell'unica sfida fra formazioni di Serie B, il fattore campo è stato predeterminato dal sorteggio.
| Squadra 1 | Risultato | Squadra 2  |
| --------- | --------- | ---------- |
| Atalanta  | 0 - 1     | Lumezzane  |
| Catania   | 2 - 0     | Empoli     |
| Chievo    | 2 - 0     | Frosinone  |
| Napoli    | 1 - 0     | Cittadella |
| Palermo   | 4 - 1     | Reggina    |
| Sampdoria | 1 - 2     | Livorno    |
| Siena     | 0 - 2     | Novara     |
| Triestina | 1 - 0     | Sassuolo   |

### Fase finale

#### Ottavi di finale
Entrano in lizza gli ultimi 8 club di Serie A: i 7 partecipanti alle coppe europee, fra i quali la Lazio detentrice della Coppa Italia, più la migliore classificata della Serie A 2008-09 esclusa dalle competizioni internazionali, ovvero l'Udinese. Queste otto squadre hanno giocato di diritto in casa contro le 8 vincenti del quarto turno (fra le quali erano ancora in lizza una squadra di Serie B e addirittura due di Prima Divisione). Gli incontri degli ottavi si sono disputati fra mercoledì 16 dicembre 2009, martedì 12, mercoledì 13 e giovedì 14 gennaio 2010.
| Squadra 1  | Risultato | Squadra 2 |
| ---------- | --------- | --------- |
| Fiorentina | 3 - 2     | Chievo    |
| Genoa      | 1 - 2     | Catania   |
| Inter      | 1 - 0     | Livorno   |
| Juventus   | 3 - 0     | Napoli    |
| Lazio      | 2 - 0     | Palermo   |
| Milan      | 2 - 1     | Novara    |
| Roma       | 3 - 1     | Triestina |
| Udinese    | 2 - 0     | Lumezzane |

#### Quarti di finale
Si sono disputati fra mercoledì 20, martedì 26, mercoledì 27 e giovedì 28 gennaio 2010. Il fattore campo è stato determinato dal tabellone, in quanto hanno giocato in casa le società inserite con il numero più basso.
| Squadra 1  | Risultato | Squadra 2 |
| ---------- | --------- | --------- |
| Fiorentina | 3 - 2     | Lazio     |
| Inter      | 2 - 1     | Juventus  |
| Milan      | 0 - 1     | Udinese   |
| Roma       | 1 - 0     | Catania   |

#### Semifinali
Anche in questa edizione le quattro vincenti dei quarti di finale si sono affrontate con gare di andata e ritorno. Le partite di andata si sono disputate mercoledì 3 e giovedì 4 febbraio 2010, mentre gli incontri di ritorno (inizialmente previsti per la settimana successiva, ma posticipati per consentire la disputa di alcuni recuperi ed anticipi del massimo campionato), hanno avuto luogo tra martedì 13 e mercoledì 21 aprile 2010.
| Squadra 1 | Totale | Squadra 2  | Andata | Ritorno |
| --------- | ------ | ---------- | ------ | ------- |
| Inter     | 2 - 0  | Fiorentina | 1 - 0  | 1 - 0   |
| Roma      | 2 - 1  | Udinese    | 2 - 0  | 0 - 1   |

#### Finale
La finale si è svolta mercoledì 5 maggio 2010 in gara unica, per il terzo anno consecutivo allo Stadio Olimpico di Roma. Inter e Roma si sono affrontate in finale per la quinta volta nelle ultime 6 edizioni e per la sesta stagione consecutiva nella competizione (la stagione precedente si erano affrontate nei quarti di finale). La Roma ha raggiunto la sedicesima finale (record assoluto), l'Inter la dodicesima.
| Arbitro: | Rizzoli (Bologna) |

|            |           |  |
| Milito 40’ | Marcatori |  |

| Inter | Roma |

##### Formazioni
| Inter (4-3-1-2) |    |                    |       |     |       |
|                 |    |                    |       |     |       |
| POR             | 12 | Júlio César        |       |     |       |
| TD              | 13 | Maicon             |       |     |       |
| DC              | 2  | Iván Córdoba       | 39’   |     |       |
| DC              | 23 | Marco Materazzi    | 34’   |     |       |
| TS              | 26 | Cristian Chivu     | 45+1’ |     |       |
| CEN             | 8  | Thiago Motta       |       |     |       |
| CEN             | 19 | Esteban Cambiasso  |       |     |       |
| CEN             | 4  | Javier Zanetti (C) |       |     |       |
| TRQ             | 10 | Wesley Sneijder    | 5’    |     |       |
| ATT             | 22 | Diego Milito       |       |     |       |
| ATT             | 9  | Samuel Eto'o       |       |     |       |
| A disposizione: |    |                    |       |     |       |
| POR             | 1  | Francesco Toldo    |       |     |       |
| DIF             | 25 | Walter Samuel      | 39’   | 52’ |       |
| CEN             | 17 | McDonald Mariga    |       |     |       |
| CEN             | 11 | Sulley Muntari     | 90+2’ |     |       |
| CEN             | 5  | Dejan Stanković    |       |     |       |
| ATT             | 27 | Goran Pandev       |       |     |       |
| ATT             | 45 | Mario Balotelli    | 5’    | 86’ | 90+2’ |
| Allenatore:     |    |                    |       |     |       |
| José Mourinho   |    |                    |       |     |       |

| Roma (4-2-3-1)  |    |                      |     |     |     |
|                 |    |                      |     |     |     |
| POR             | 27 | Júlio Sérgio         |     |     |     |
| TD              | 29 | Nicolás Burdisso     |     | 46’ | 14’ |
| DC              | 4  | Juan                 |     |     |     |
| DC              | 5  | Philippe Mexès       |     |     | 44’ |
| TS              | 17 | John Arne Riise      |     |     |     |
| CEN             | 16 | Daniele De Rossi (C) |     |     |     |
| CEN             | 7  | David Pizarro        |     | 46’ |     |
| CLD             | 11 | Rodrigo Taddei       |     |     |     |
| TRQ             | 20 | Simone Perrotta      |     | 37’ |     |
| CLS             | 9  | Mirko Vučinić        |     |     |     |
| ATT             | 30 | Luca Toni            |     | 63’ |     |
| A disposizione  |    |                      |     |     |     |
| POR             | 1  | Bogdan Lobonț        |     |     |     |
| DIF             | 22 | Max Tonetto          |     |     |     |
| DIF             | 13 | Marco Motta          | 46’ |     |     |
| CEN             | 33 | Matteo Brighi        |     |     |     |
| ATT             | 19 | Júlio Baptista       |     |     |     |
| ATT             | 10 | Francesco Totti      | 46’ | 63’ | 87’ |
| ATT             | 94 | Jérémy Ménez         | 63’ |     |     |
| Allenatore:     |    |                      |     |     |     |
| Claudio Ranieri |    |                      |     |     |     |

## Tabellone (dagli ottavi)
|  | Ottavi di finale | Ottavi di finale |   |            | Quarti di finale | Quarti di finale |  |       | Semifinali | Semifinali | Semifinali | Semifinali |  |       | Finale | Finale |
|  |                  |                  |   |            |                  |                  |  |       |            |            |            |            |  |       |        |        |
|  | Inter            | 1                |   |            |                  |                  |  |       |            |            |            |            |  |       |        |        |
|  | Livorno          | 0                |   |            |                  |                  |  |       |            |            |            |            |  |       |        |        |
|  | Livorno          | 0                |   | Inter      | 2                |                  |  |       |            |            |            |            |  |       |        |        |
|  |                  |                  |   | Inter      | 2                |                  |  |       |            |            |            |            |  |       |        |        |
|  |                  | Juventus         | 1 |            |                  |                  |  |       |            |            |            |            |  |       |        |        |
|  | Juventus         | Juventus         | 1 | 3          |                  |                  |  |       |            |            |            |            |  |       |        |        |
|  | Juventus         |                  |   | 3          |                  |                  |  |       |            |            |            |            |  |       |        |        |
|  | Napoli           | 0                |   |            |                  |                  |  |       |            |            |            |            |  |       |        |        |
|  | Napoli           | 0                |   |            |                  |                  |  | Inter | 1          | 1          | 2          |            |  |       |        |        |
|  |                  |                  |   |            |                  |                  |  | Inter | 1          | 1          | 2          |            |  |       |        |        |
|  |                  | Fiorentina       | 0 | 0          | 0                |                  |  |       |            |            |            |            |  |       |        |        |
|  | Fiorentina       | Fiorentina       | 0 | 0          | 0                | 3                |  |       |            |            |            |            |  |       |        |        |
|  | Fiorentina       |                  |   |            |                  | 3                |  |       |            |            |            |            |  |       |        |        |
|  | Chievo           | 2                |   |            |                  |                  |  |       |            |            |            |            |  |       |        |        |
|  | Chievo           | 2                |   | Fiorentina | 3                |                  |  |       |            |            |            |            |  |       |        |        |
|  |                  |                  |   | Fiorentina | 3                |                  |  |       |            |            |            |            |  |       |        |        |
|  |                  | Lazio            | 2 |            |                  |                  |  |       |            |            |            |            |  |       |        |        |
|  | Lazio            | Lazio            | 2 | 2          |                  |                  |  |       |            |            |            |            |  |       |        |        |
|  | Lazio            |                  |   | 2          |                  |                  |  |       |            |            |            |            |  |       |        |        |
|  | Palermo          | 0                |   |            |                  |                  |  |       |            |            |            |            |  |       |        |        |
|  | Palermo          | 0                |   |            |                  |                  |  |       |            |            |            |            |  | Inter | 1      |        |
|  |                  |                  |   |            |                  |                  |  |       |            |            |            |            |  | Inter | 1      |        |
|  |                  | Roma             | 0 |            |                  |                  |  |       |            |            |            |            |  |       |        |        |
|  | Roma             | Roma             | 0 | 3          |                  |                  |  |       |            |            |            |            |  |       |        |        |
|  | Roma             |                  |   | 3          |                  |                  |  |       |            |            |            |            |  |       |        |        |
|  | Triestina        | 1                |   |            |                  |                  |  |       |            |            |            |            |  |       |        |        |
|  | Triestina        | 1                |   | Roma       | 1                |                  |  |       |            |            |            |            |  |       |        |        |
|  |                  |                  |   | Roma       | 1                |                  |  |       |            |            |            |            |  |       |        |        |
|  |                  | Catania          | 0 |            |                  |                  |  |       |            |            |            |            |  |       |        |        |
|  | Genoa            | Catania          | 0 | 1          |                  |                  |  |       |            |            |            |            |  |       |        |        |
|  | Genoa            |                  |   | 1          |                  |                  |  |       |            |            |            |            |  |       |        |        |
|  | Catania          | 2                |   |            |                  |                  |  |       |            |            |            |            |  |       |        |        |
|  | Catania          | 2                |   |            |                  |                  |  | Roma  | 2          | 0          | 2          |            |  |       |        |        |
|  |                  |                  |   |            |                  |                  |  | Roma  | 2          | 0          | 2          |            |  |       |        |        |
|  |                  | Udinese          | 0 | 1          | 1                |                  |  |       |            |            |            |            |  |       |        |        |
|  | Milan            | Udinese          | 0 | 1          | 1                | 2                |  |       |            |            |            |            |  |       |        |        |
|  | Milan            |                  |   |            |                  | 2                |  |       |            |            |            |            |  |       |        |        |
|  | Novara           | 1                |   |            |                  |                  |  |       |            |            |            |            |  |       |        |        |
|  | Novara           | 1                |   | Milan      | 0                |                  |  |       |            |            |            |            |  |       |        |        |
|  |                  |                  |   | Milan      | 0                |                  |  |       |            |            |            |            |  |       |        |        |
|  |                  | Udinese          | 1 |            |                  |                  |  |       |            |            |            |            |  |       |        |        |
|  | Udinese          | Udinese          | 1 | 2          |                  |                  |  |       |            |            |            |            |  |       |        |        |
|  | Udinese          |                  |   | 2          |                  |                  |  |       |            |            |            |            |  |       |        |        |
|  | Lumezzane        | 0                |   |            |                  |                  |  |       |            |            |            |            |  |       |        |        |

## Classifica marcatori
Dati aggiornati al 5 maggio 2010.
| Gol | Rigori |  | Giocatore             | Squadra                 |
| --- | ------ |  | --------------------- | ----------------------- |
| 4   |        |  | Alain Pierre Baclet   | Lecce                   |
| 4   |        |  | Adrian Mutu           | Fiorentina              |
| 4   | 1      |  | Rachid Arma           | SPAL                    |
| 3   |        |  | Simone Bentivoglio    | Chievo                  |
| 3   |        |  | Romano Tozzi Borsoi   | Ternana                 |
| 3   |        |  | Pablo Andrés González | Novara                  |
| 3   |        |  | Fabio Lauria          | Lumezzane               |
| 3   | 1      |  | Francesco Ripa        | Pro Patria              |
| 3   | 2      |  | Fabrizio Miccoli      | Palermo                 |
| 3   | 3      |  | Francesco Lodi        | Empoli (2), Udinese (1) |